# Текст
Текст може да е откъс или пълен, цялостен текст; това е език, реч в писмен вид. Обикновено под текст се подразбира писмен текст. Също така за в рамките на текста се говори за текстови дискурс. 
Гаятри Спивак казва за текста и критическата, и преподавателската практика върху него, обяснявайки Жак Дерида и неговата книга За граматологията (на която е преводач на английски):
„Макар че ние обикновено казваме, че текстът е автономен и самодостатъчен, не би имало оправдаване за нашите дейности (на анализиращо или интерпретиращо четене на текста), ако не чувствахме, че текстът се е нуждаел от своята интерпретация.“
Тъй като текстът е писмен, той е свързан с писмеността и нейното изучаване, макар че някои текстове се изучават като литературни текстове. Текстът следхожда речта, която е основна форма за комуникация, текстът записва речевия дискурс или мисълта, но текстът също така бива четен, той може да бъде и четен на глас. Текстът обикновено дава възможност за по-сложни езикови конструкции от говорната реч и по-лесно проследяване на мисълта на някого. В езикознанието са правени опити, които показват, че дори при четене на ум говорният апарат прави движения, които обаче са минимални и незабележими за другите, но са доловими от апаратура. Това става също и когато човек мисли (виж език и мисъл).
Текстология се нарича в някои случаи текстуалната лингвистика, текстовия лингвистичен анализ и т.н. , но също така текстологията е и наука в литературознанието.

## Теория за текста, преподавана в училище
Какво е текстът? – изречения свързани: смислено; пунктуационно; граматически и интонационно
1. Основни функции на текста. Основните функции на един текст са:
  - съобщителна (информативна)
  - въздействаща (експресивна)
  - подтикваща (апелативна)
  - естетическа (художествена)
2. Сфери на общуване. Сферите на общуване на един текст могат да бъдат:
  - научна сфера
  - естетическа сфера
  - медийна сфера
  - битова сфера
  - официално делова[4]
  - научнопопулярна

Тема на текста
1. - Това за което се говори в текста

Какво е термин? -Дума с едно значение.